# Il Redentore

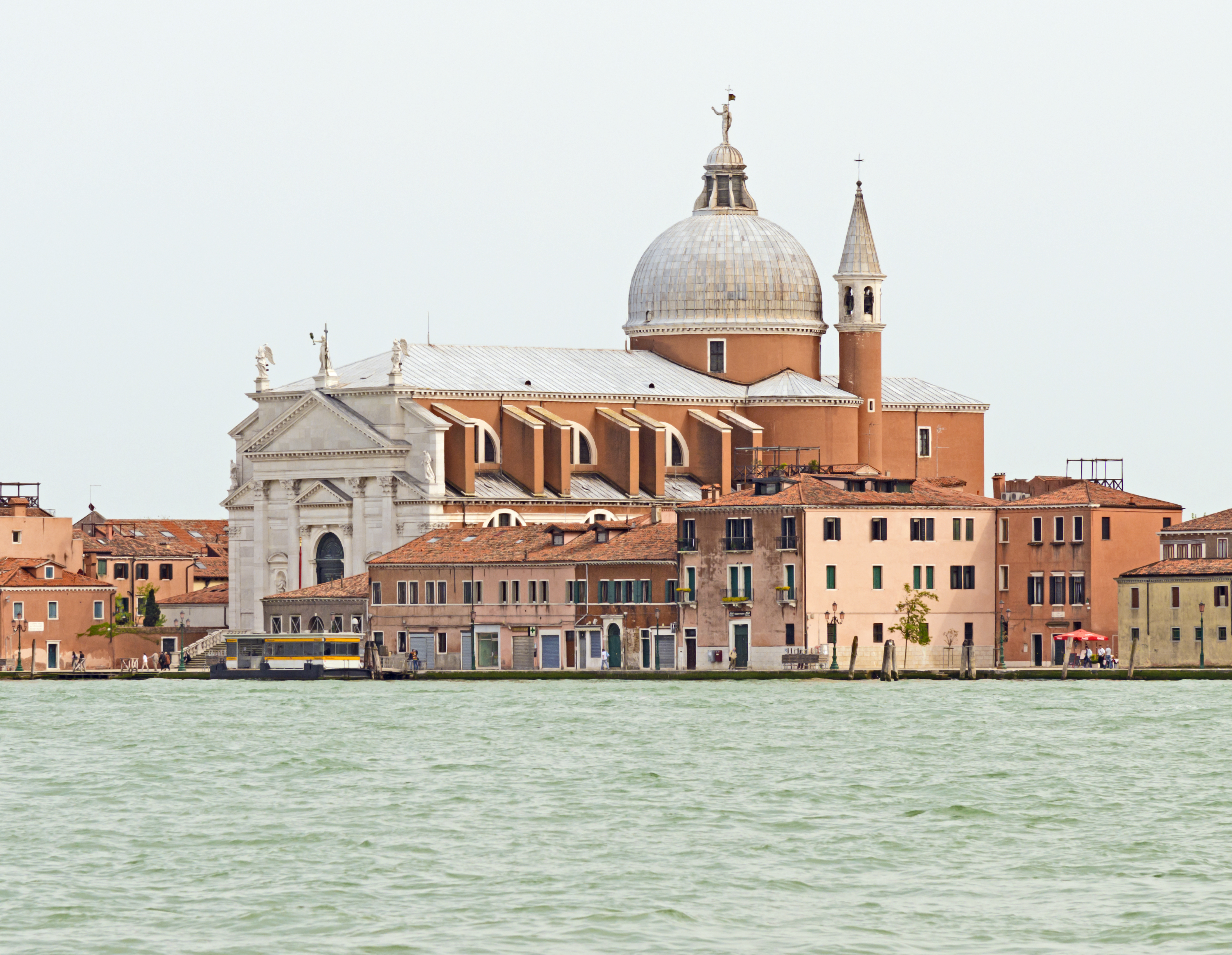
Exterieur

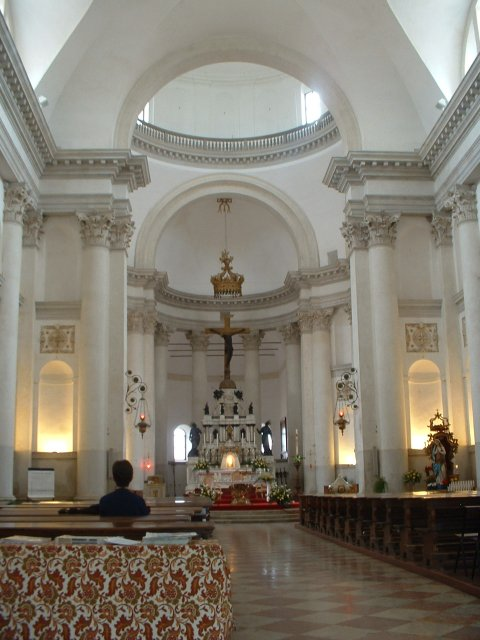
Interieur

Il Redentore, voluit Chiesa del Santissimo Redentore (Kerk van de meest Heilige Verlosser), is een kerk op het eiland Giudecca in het stadsdeel Dorsoduro in het zuiden van Venetië.
Il Redentore werd ontworpen door Andrea Palladio in 1575/76 als dankbetuiging voor het spoedige einde van de pestepidemie van 1575-1577. De kerk was gereed in 1592.
Het gebouw is gelegen aan het Canale della Giudecca. Tijdens de Festa del Redentore ligt er een ponton in het water waar boten aanleggen die van Zattere naar Giudecca varen om bezoekers bij deze kerk te brengen.
De kerk heeft een hoge koepel. Er staan beelden boven de ingang. In de kerk zijn zuilen van de Korinthische orde.
In Il Redentore zijn schilderijen van onder meer Francesco Bassano, Lazzaro Bastiani, Carlo Saraceni, Leandro Bassano, Palma de Jongere, Jacopo Bassano, Francesco Bissolo, Rocco Marconi, Paolo Veronese, Alvise Vivarini en Tintoretto.